# 斎藤耕一
斎藤 耕一（さいとう こういち、1929年2月3日 - 2009年11月28日）は、日本の映画監督、写真家、スチルカメラマン。

## 来歴・人物
東京府八王子市に生まれる。立教大学中退後、東京写真工業専門学校（現・東京工芸大学）に入学する。卒業後、1949年、太泉映画（現・東映東京撮影所）にスチルカメラマンとして入社し、今井正の『ひめゆりの塔』で「キネマ旬報スチールコンテスト」で1位入賞する。
1954年、日活に引き抜かれ、中平康、今村昌平、市川崑など多くの作品のスチルを担当した。その他には中平康の『月曜日のユカ』などの脚本も手がけている。
しかし次第に自身のイメージと作品とのあまりのずれに失望し、1967年、私財を投じて「斎藤プロダクション」を設立する。同年、自ら脚本も書いた『囁きのジョー』で監督デビューする。
1968年、松竹専属監督となり、『小さなスナック』などの「歌謡映画」を撮り地味な存在だったが、1972年、岸惠子扮する仮釈放の女囚と萩原健一扮する強盗犯との短い恋を描いた『約束』で高評価を得て注目を集めた。その後、『旅の重さ』、キネマ旬報ベストワンに輝いた『津軽じょんがら節』を次々と発表し、実力派映画監督のひとりとなる。1970年代前半には受賞も多く、この時期が全盛期だった。映像美は、フランスのクロード・ルルーシュにたとえられることもある。
その後も日本の風土を背景にした作品を撮り続けたが、次第に寡作となる。40代で11本の監督作品を撮った斎藤も、50代、60代では各2本の発表にどどまった。しかし、70台に入ってなお意欲は衰えず、特に、当時「日本一荒れた学校」と報道された「稚内市立稚内南中学校」が全国民謡民舞大会で日本一になった実話をもとに作られた『稚内発・学び座』は、1999年に公開され注目された。1974年、芸術選奨文部大臣賞受賞。1994年、紫綬褒章受章、2000年、勲四等旭日小綬章受章。
2009年11月28日、肺炎のため死去。80歳没。

## フィルモグラフィ
- 拳銃野郎（1965年) 脚本
- 囁きのジョー（1967年）
- 虹の中のレモン（1968年）
- 小さなスナック（1968年）
- 思い出の指輪（1968年）
- 落葉とくちづけ（1969年）
- 愛するあした（1969年）
- 海はふりむかない（1969年）
- 東京⇔パリ 青春の条件（1970年）
- 内海の輪（1971年）
- 旅路 おふくろさんより（1971年）
- 喜劇 花嫁戦争（1971年）[3]
- 約束（1972年）
- 喜劇 ここから始まる物語（1972年）
- 旅の重さ（1972年）
- 花心中（1973年）
- 津軽じょんがら節（1973年）
- 無宿（1974年）
- 再会（1975年）
- 竹久夢二物語 恋する（1975年）
- 凍河（1976年）
- 季節風（1977年）
- 幸福号出帆（1980年）
- 青い山脈 '88（1988年）
- 人間の砂漠（1990年）
- 望郷（1993年）
- 薔薇ホテル（1996年）
- 稚内発 学び座（1999年）
- 親分はイエス様（2001年）
- おにぎり ARCADIA物語（2004年）